# Битва за Севастополь (фильм, 2015)
«Би́тва за Севасто́поль» (укр. «Незламна» — «Несокрушимая») — российско-украинский  полнометражный художественный фильм режиссёра Сергея Мокрицкого, снятый в 2015 году. Фильм повествует о судьбе легендарной женщины-снайпера 25-й Чапаевской стрелковой дивизии Красной армии, Героя Советского Союза, лейтенанта Людмилы Павличенко, уничтожившей в годы Великой Отечественной войны 309 солдат и офицеров войск нацистской Германии.
В кинопрокате премьера фильма состоялась 2 апреля 2015 года, а телевизионная премьера — 9 мая 2015 года в эфире украинского канала «Украина» и российского «Первого канала». 22 и 23 февраля 2016 года на «Первом канале» состоялась премьера 4-серийной телеверсии фильма. Выход ленты на киноэкраны был приурочен к 70-летию Победы в Великой Отечественной войне.
Сценарий ленты был написан Максимом Будариным, Сергеем Мокрицким, Леонидом Кориным и Максимом Данкевичем на основе идеи Егора Олесова и по мотивам книги Павличенко «Героическая быль: Оборона Севастополя 1941—1942 гг.». Съёмки картины проходили в Севастополе, Балаклаве, Киеве, Одессе и Каменец-Подольском и заняли почти год — с осени 2013 по июль 2014 года.
Над фильмом трудилась международная команда под началом режиссёра Сергея Мокрицкого, студии «Новые люди» и «Кинороб». Проект фильма был представлен на стенде, представляющем украинское кино на международных кинофорумах в Каннах, Одессе, Берлине и Торонто.
Создатели фильма характеризовали свою работу как психологический фильм-биография о трагической судьбе женщины на войне. В кинокартине отражены события 1937—1957 годов.

## Сюжет
Сюжет фильма основан на реальных событиях. Упомянутые в нём факты опираются на биографию легендарной советской женщины-снайпера Людмилы Михайловны Павличенко.
Великая Отечественная война застала Людмилу, аспирантку Киевского государственного университета, на дипломной практике в Одессе. После краткосрочных снайперских курсов в первые дни войны она уходит добровольцем на фронт, став бойцом 25-й стрелковой Чапаевской ордена Ленина Краснознамённой дивизии Красной армии, и начинает свой героический боевой путь: приграничные сражения в Молдавской ССР — оборона Одессы — оборона Севастополя. Одержав множество личных побед в дуэлях с нацистскими снайперами, став живой легендой, Людмила раненой покидает Севастополь за считанные дни до его падения.
Помимо батальных сцен, большое внимание в сюжете уделяется душевным переживаниям героев, заметное место занимает «любовная линия», поскольку режиссёра сильно волновала тема женщин на войне.

В 1942 году, пройдя испытания войны, Людмила оказалась в составе советской делегации в США, где подружилась с первой леди этой страны Элеонорой Рузвельт. Слоган кинокартины «Женщина, изменившая ход истории» напоминает о роли легендарной женщины-снайпера из СССР в открытии второго фронта в Европе в годы Второй мировой войны. В ходе турне по городам Америки, организованного Элеонорой Рузвельт, в Чикаго Людмила Павличенко произнесла свои знаменитые слова:
«Мне двадцать пять лет. На фронте я уже успела уничтожить триста девять фашистских захватчиков. Не кажется ли вам, джентльмены, что вы слишком долго прячетесь за моей спиной?!»
После войны она вновь встретилась с Элеонорой Рузвельт.

## Роли исполняли

### В главных ролях
- Юлия Пересильд — Людмила Михайловна Павличенко, снайпер стрелковой дивизии Красной армии
- Евгений Цыганов — Леонид Киценко, капитан-снайпер
- Олег Васильков — Макаров, капитан
- Никита Тарасов — Борис Ефимович Чопак, военный врач
- Джоан Блэкхэм[англ.] — Элеонора Рузвельт, супруга президента США Франклина Делано Рузвельта
- Полина Пахомова — Маша, медсестра, подруга Людмилы.
- Владимир Лилицкий — Гриша, лётчик, жених Маши.
- Анатолий Кот — Николай, лётчик
- Нателла Абелева-Таганова — Соня, сестра Бориса, библиотекорь
- Валерий Гришко — Иван Ефимович Петров, генерал-майор
- Сергей Барковский — Филипп Сергеевич Октябрьский, адмирал
- Виталий Линецкий — майор КМБ
- Сергей Пускепалис — командир
- Геннадий Ченцов — комиссар
- Светлана Осадченко — девочка-чтец

### В ролях
- Артем Мельничук — Арсений Марченко
- Алла Сергийко — Елена Трофимовна Белова, мать Людмилы
- Станислав Боклан — Михаил Иванович Белов, майор НКВД, отец Людмилы
- Дмитрий Лаленков — сотрудник Особого отдела
- Станислав Лесной — старшина КМБ
- Сергей Сипливый — Ковальчук, инструктор по стрельбе в тире ОСОАВИАХИМа Украины
- Никита Тезин — Владимир Николаевич Пчелинцев, снайпер
- Сергей Радченко — Николай Прокофьевич Красавченко, руководитель делегации советских студентов, коммунист
- Вячеслав Николенко — Вуди Гатри, американский певец и музыкант
- Светлана Косолапова — Аня Филипчук
- Антон Соловей — Андрей
- Николай Боклан — друг отца Людмилы
- Александр Новосёлов — ректор университета
- Александр Герелес — завхоз в университете
- Александр Ярема — сотрудник посольства СССР в США
- Александр Крыжановский — Джон, секретарь Элеоноры Рузвельт
- Алик Шпилюк — Джеймс, секретарь
- Инга Нагорная — Вера
- Илья Прокопив — Колесов, полный однокурсник Павличенко
- Владимир Скорик — Фельдман, студент
- Виталий Ажнов — юноша
- Сергей Малюга — разведчик
- Руслан Ганущак — табачный король
- Андрей Франчук — Майкл, журналист
- Игорь Цишкевич — журналист-эмигрант
- Любовь Тимошевская — мать Бориса
- Владимир Заднепровский — отец Бориса
- Владлен Портников — Мендель
- Василий Сивохоп — Иван Запорожец
- Ирина Журавкина — старшая медсестра
- Людмила Кара-Гяур — жительница города

## Съёмочная группа
- Авторы сценария: Максим Бударин, Сергей Мокрицкий, Леонид Корин, идея Егора Олесова, по мотивам книги Людмилы Павличенко «Героическая быль» (Павличенко Л. М. «Героическая быль: Оборона Севастополя 1941—1942 гг.» — М.: «Госполитиздат», 1958. — 72 с.)[1].
- Режиссёр-постановщик: Сергей Мокрицкий.
- Оператор-постановщик: Юрий Король.
- Композитор: Евгений Гальперин.
- Художник-постановщик: Юрий Григорович.
- Художник по костюмам: Алексей Камышов.
- Художники по гриму: Лилиана Хома, Елена Мамедова.
- Монтаж: Виктор Онысько.
- Генеральные продюсеры: Егор Олесов, Наталья Мокрицкая.
- Продюсер: Ульяна Савельева.
- Сопродюсер: Мила Розанова.
- Исполнительный продюсер: Ирина Кожема.

## Съёмочный процесс
Работа над фильмом «Битва за Севастополь» началась в 2012 году с изучения архивных материалов, посвящённых легендарной советской женщине-снайперу Людмиле Павличенко.
Сценарий к фильму написан Максимом Будариным, Сергеем Мокрицким, Леонидом Кориным, по идее Егора Олесова, по мотивам книги Людмилы Михайловны Павличенко «Героическая быль» (Павличенко Л. М. «Героическая быль: Оборона Севастополя 1941—1942 гг.» — М.: «Госполитиздат», 1958. — 72 с.).
В качестве режиссёра был приглашён Сергей Мокрицкий, более известный своей операторской работой в ряде теле- и кинопроектов. С его приходом сценарий был изменён в сторону большего соответствия официальной биографии Людмилы Павличенко.
Для работы над съёмками фильма была приглашена международная группа актёров.
Главную роль сыграла российская актриса Юлия Пересильд. Этот фильм не был для неё первым фильмом о войне, но в нём она впервые сыграла военнообязанную. Одним из партнёров актрисы по съёмочной площадке стал Евгений Цыганов.
Также в фильме снимались: Никита Тарасов, английская актриса Джоан Блекхем (известная по фильму «Дневник Бриджит Джонс»), сыгравшая роль Элеоноры Рузвельт. В работе над фильмом приняли участие актёры Украины: Виталий Линецкий, Станислав Боклан, Полина Пахомова и другие.
Съёмки картины проходили с осени 2013 по июль 2014 года в Севастополе, Балаклаве, Киеве, Одессе и Каменец-Подольском.
Сцены с компьютерной графикой созданы украинской компанией «Postmodern».
27 марта 2015 года в московском кинотеатре «Москва» состоялся пресс-показ фильма.

## Саундтрек
Официальный саундтрек к фильму «Битва за Севастополь» написал и исполнил Национальный заслуженный академический симфонический оркестр Украины.
Официальный альбом с саундтреком записывался с ноября 2014 года по январь 2015 года.
Официальной песней стала перезаписанная песня «Кукушка» группы «Кино» в новом исполнении Полины Гагариной. Также на песню есть официальный видеоклип, в котором нет кадров с самой певицей — только нарезка из фильма.
Автором музыки к фильму является Евгений Гальперин, а новым аранжировщиком трека выступил Константин Меладзе.
В фильме и в альбоме прозвучала песня «Обійми» (рус. Обними) в исполнении украинской группы «Океан Ельзи». Также на неё снят официальный видеоклип, он вышел 27 февраля 2013 года на видеохостинге «YouTube». Официальный выход альбома с саундтреком планировалось выпустить 7 апреля 2015 года.

### Список композиций
| №   | Название                | Музыка                                     | Длительность |
| --- | ----------------------- | ------------------------------------------ | ------------ |
| 1.  | «Кукушка»               | Виктор Цой                                 | 3:52         |
| 2.  | «Увертюра»              | Национальный симфонический оркестр Украины | 2:02         |
| 3.  | «Воспоминание»          | Национальный симфонический оркестр Украины | 1:20         |
| 4.  | «Верить, что не убьют»  | Национальный симфонический оркестр Украины | 1:40         |
| 5.  | «Первая битва»          | Национальный симфонический оркестр Украины | 3:19         |
| 6.  | «Я успел»               | Национальный симфонический оркестр Украины | 2:28         |
| 7.  | «Вторая битва»          | Национальный симфонический оркестр Украины | 4:02         |
| 8.  | «Тема Леонида»          | Национальный симфонический оркестр Украины | 1:38         |
| 9.  | «Курс точного выстрела» | Национальный симфонический оркестр Украины | 2:43         |
| 10. | «Дуэль»                 | Национальный симфонический оркестр Украины | 2:46         |
| 11. | «Пропуск в жизнь»       | Национальный симфонический оркестр Украины | 1:24         |
| 12. | «Надо жить!»            | Национальный симфонический оркестр Украины | 2:24         |
| 13. | «Смерть Леонида»        | Национальный симфонический оркестр Украины | 1:40         |
| 14. | «За моей спиной»        | Национальный симфонический оркестр Украины | 1:09         |
| 15. | «Финал»                 | Национальный симфонический оркестр Украины | 1:11         |

### Участники записи
- Константин Меладзе — аранжировка
- Виктор Цой — автор музыки и текста (дорожка 1)
- Полина Гагарина — вокал, бэк-вокал (дорожка 1)
- Национальный симфонический оркестр Украины — музыкальные инструменты
- Святослав Вакарчук — вокал (дорожка 16 — неизданная)
- Денис Глинин — барабаны (дорожка 16 — неизданная)
- Денис Дудко — бас (дорожка 16 — неизданная)
- Пётр Чернявский — гитара (дорожка 16 — неизданная)
- Милош Елич — клавишные (дорожка 16 — неизданная)
- Национальное музыкальное издательство — лейбл звукозаписи, продюсирование

## Награды и номинации
- 2015 — на XIV кинопремии «Золотой орёл» Национальной академии кинематографических искусств и наук России фильм «Битва за Севастополь» был номинирован в восьми категориях, в двух из которых стал победителем:
  - лауреат[10]:
    - в категории «Лучшая женская роль в кино» за 2015 год — российская актриса Юлия Пересильд за исполнение главной роли советского снайпера Людмилы Павличенко;
    - в категории «Лучшая операторская работа» за 2015 год — оператор-постановщик фильма Юрий Король.

  - номинант[11]:
    - в категории «Лучший игровой фильм» 2015 года;
    - в категории «Лучшая режиссёрская работа» за 2015 год — режиссёр-постановщик фильма Сергей Мокрицкий;
    - в категории «Лучшая мужская роль в кино» за 2015 год — российский актёр Евгений Цыганов за исполнение роли капитана Леонида Киценко;
    - в категории «Лучшая работа художника-постановщика» за 2015 год — художник-постановщик фильма Юрий Григорович;
    - в категории «Лучшая работа художника по костюмам» за 2015 год — художник по костюмам фильма Алексей Камышов;
    - в категории «Лучшая музыка к фильму» за 2015 год — композитор фильма Евгений Гальперин.
- 2015 — лауреат III ежегодной кинематографической премии «За верность исторической правде» Российского военно-исторического общества (РВИО) в рамках церемонии закрытия XII Международного фестиваля военно-патриотического фильма «Волоколамский рубеж» имени Сергея Бондарчука (г. Волоколамск) — режиссёр-постановщик фильма Сергей Мокрицкий[12][13][14].
- 2015 — «приз зрительских симпатий», приз жюри в номинации «Лучшая женская роль» и специальный приз Главы Ингушетии Юнус-Бека Евкурова на II Международном кинофестивале «Золотая башня» (г. Назрань, Республика Ингушетия)[15].
- 2015 — гран-при XXIII-го Всероссийского кинофестиваля «Виват кино России!» в Санкт-Петербурге, продюсер фильма Наталья Мокрицкая признана «Продюсером года»[16].
- 2015 — лауреат кинопремии «Событие года» по версии российского издания журнала «The Hollywood Reporter» (г. Москва) в номинации «Фильм года» в 2015 году. Исполнительница главной роли Юлия Пересильд получила премию за «женский кинообраз года»[17][18].
- 2015 — приз «За лучшую женскую роль» 5-го Пекинского международного кинофестиваля российской актрисе Юлии Пересильд[19].
- 2015 — лауреат I Российской национальной музыкальной премии в номинации «Лучший саундтрек» 2015 года — Полина Гагарина за исполнение песни «Кукушка»[20].
- 2015 — лауреат премии «Скрипач на крыше» Федерации еврейских общин России (ФЕОР) за 2015 год — режиссёр-постановщик фильма Сергей Мокрицкий[21].
- 2016 — специальный профессиональный приз Ассоциации продюсеров кино и телевидения России (АПКиТ РФ) в области телевизионного кино (IV церемония) «за выдающиеся достижения в области отечественного кинематографа» в 2015 году[22][23][24].
- 2016 — номинация на премию киноизобразительного искусства «Белый квадрат» Гильдии кинооператоров России (Юрий Король)
- 2016 — приз «Лучшая женская роль» Юлии Пересильд на I Кинофестивале БРИКС
- 2017 — финалист конкурса «ТЭФИ — Бессмертный полк» (2017) в номинации «Лучший художественный фильм/сериал».

## Прокат
- На Украине в широкий прокат фильм вышел 2 апреля 2015 года[25]. Всего ленту посмотрело 274 тыс. украинских зрителей, что дало сборы размером 13,9 млн. гривен[26]

## Отзывы
- Обозреватель газеты «Коммерсантъ» Михаил Трофименков провозгласил фильм «Несломленная» (именно такое название он считает соответствующим содержанию картины) «лучшим за последнюю четверть века отечественным фильмом о Великой Отечественной». На его взгляд, лента лишена привычных штампов постсоветского военного кино, поскольку её создатели не злоупотребляют спецэффектами, избегают «неискреннего пафоса», не вписывают в сюжет «кровавых чекистов» и «„хороших“ немцев». Построенный вокруг удивительной судьбы снайпера Людмилы Павличенко, «блестяще сыгранной» Юлией Пересильд, фильм выводит на первый план «отношения человека и войны» и оборачивается «не столько военно-патриотическим, сколько антивоенно-патриотическим кино»[27].

## Исторические расхождения
В фильме говорится что отец Людмилы носит фамилию Павличенко, но на самом деле это не так. Настоящая фамилия Людмилы Белова, а Павличенко она взяла в первом браке, который в итоге распался.
В 1932 году в первом браке у Людмилы Павличенко родился единственный сын Ростислав, которого она передала своим родителям перед тем как отправится на фронт. Этот эпизод ее биографии никак не упоминается в картине. 
Второй супруг Людмилы Леонид Киценко действительно получил тяжелые ранения и погиб на фронте, но не так это показано в фильме. В реальности Киценко ненарочно обнял Павличенко за плечи, принял на себя больший удар осколков от минометного огня и тем самым спас ее от гибели. 
Крайне странным выглядит финальный эпизод в кинотеатре. По сюжету Элеонора Рузвельт говорит что хочет увидеть сына Людмилы и во время их встречи в 1957 году в зале по левую руку от Павлюченко сидит мальчик примерно 11-12 лет, что никак не может соотвествовать действительности. Ее сыну Ростиславу на тот момент было уже 25 лет и других детей у Людмилы Павличенко не было. Хотя она и была замужем третий раз за Константином Шевелевым, детей в этом браке у нее не было.